# أحمد بهاء الدين
أحمد بهاء الدين (11 نوفمبر 1927 - 24 أغسطس 1996) هو صحفي مصري. كان رئيس تحرير مجلة صباح الخير ودار الهلال والأهرام ومجلة العربي الكويتية (1976 - 1982)، وكان يكتب المقالات في العديد من الصحف المصرية والعربية. وقد كان أحد أصغر رؤساء التحرير حين توليه رئاسة تحرير مجلة (صباح الخير) عام 1957.
كان من منتقدي «عشوائية» سياسة الانفتاح الاقتصادي المتبعة في عهد السادات وذلك بمقاله الأشهر «السداح مداح» وذلك أثناء رئاسته لتحرير الأهرام الجريدة الحكومية شبه الرسمية، وأثارت تلك المقالة ضجة وغضبًا حكوميًا. توفي عام 1996 إثر مرضه حيث قضى أخر ست سنوات من عمره في غيبوبة طويلة. وُصِف بهاء الدين بأنه «أحد القلائل الذين ينتمون إلى جيل رواد الصحافة المصرية، الذي ضم إحسان عبد القدوس ومحمد حسنين هيكل ومصطفى أمين». ومثلت يومياته في جريدة «الأهرام» رصدًا دقيقًا للأحوال الاجتماعية والسياسية والاقتصادية التي شهدتها مصر.

## النشأة والمسيرة المهنية
ولد في الإسكندرية في 11 فبراير عام 1927 حيث كان والده يعمل بوزارة الأوقاف فكان دائم التنقل بين محافظات مصر حتى استقر في النهاية بالإسكندرية، وهو من أسرة متوسطة الحال تعود لقرية الدوير بمركز صدفا في محافظة أسيوط. تخرج في كلية الحقوق بجامعة فؤاد الأول (جامعة القاهرة حاليا) عام 1946. بقى دون عمل لفترة بسبب صغر سنه وتفرغ لدراسة القانون في منزله استعدادا للحصول على الدكتوراه، ثم وجد عملا بوزارة العدل في إدارة الشؤون القانونية.
أخذ بعد ذلك يرسل مقالاته إلى صحف ومجلات مثل مجلة الفصول وروز اليوسف، وطلب منه العمل في تلك الأخيرة، ثم استقال من عمله في وزارة العدل ليتفرغ لمنصبه الجديد كنائب لرئيس تحريرها. أصبح بهاء الدين أصغر رئيس تحرير في مصر (كان في التاسعة والعشرين من عمره)، عندما تولى رئاسة تحرير مجلة صباح الخير التي أصدرتها دار روز اليوسف سنة 1956، والتي رفعت شعار «للقلوب الشابة والعقول المتحررة». بعد سنتين تولى رئاسة تحرير صحيفة «الشعب» الأسبوعية، وفي عام 1959 أصبح أحد رؤساء تحرير صحيفة «الأخبار» اليومية. كان بهاء الدين أيضا أحد أبرز كتاب صحيفة «أخبار اليوم»، والتي تولى رئاسة تحريرها مرتين، في عامي 1961 و1962، بالمشاركة مع آخرين مثل مصطفى أمين ومحمد زكي عبد القادر وحسين فهمي. تولى بهاء الدين أيضا رئاسة تحرير مجلة «آخر ساعة» في نفس العام. عُيِن بعد ذلك رئيسًا لدار روز اليوسف عندما تولى السادات الحكم، وهو القرار الذي قيل أنه قد أغضب بهاء الدين، بسبب عدم أخذ رأيه قبل اتخاذه، إلا أنه استقال على أي حال من دار أخبار اليوم ليتفرغ لها، ثم أصبح رئيسًا لدار الهلال، ثم رئيسًا لتحرير «الأهرام» وكاتبًا متفرغًا بها.

## آراؤه
رأى بهاء الدين أن هزيمة حرب 1967 لا يمكن فصلها عن مجمل أوضاع المجتمع، وأنه «لا بد من تطوير أوضاعنا ونظمنا ومؤسساتنا».
ظل أحمد بهاء على مسافة كافية من السلطات الحاكمة، رغم إعجابه بجمال عبد الناصر، وأفكاره، ورغم كتابته العديد من الخطابات السياسية للرئيس أنور السادات. وقد كان معروفا بحرصه الدائم على حرية الصحافة، وكتب في إحدى يومياته منتقدا أوضاع الصحافة: «إن الحكومة تتعامل مع رؤساء المؤسسات الصحفية بمنطق أن يؤيدوها إلى أقصى حد مقابل أن يفعل رؤساء المؤسسات ما يريدون».
يتحدث مؤلف كتاب «في صحبة أحمد بهاء» الكاتب مصطفي نبيل عن أهم «المعارك الفكرية» التي خاضها أحمد بهاء الدين، مثل معركته ضد من أسماهم «دراويش الماركسية» الذين يعادون الأفكار القومية، ومعركته مع عباس محمود العقاد حول عدائه للمرأة، ومعركته مع عدد من المشايخ الذين يتمتعون بشعبية جارفة، واتهامه لهم بـ «الإرهاب الفكري».
كان لدى بهاء الدين رؤية لرسم خريطة جديدة لمصر، وإعادة بناء القرية المصرية، ونقل الكثافة السكانية إلى الصحراء وخلق مناطق إنتاجية وصناعية في الصحراء، قال عن ذلك: «[يجب] الاهتمام بالمحافظات حتى يكون لدينا مدن ومراكز حضارية في الأقاليم تنافس القاهرة في كل الخدمات».

## أسلوبه الكتابي
كثرت الكتابة النقدية عند بهاء الدين، واستخدم في عموده الصحفي الاستمالات المنطقية أكثر من الاستمالات العاطفية، اهتم في كتابة عموده بالقضايا السياسية أكثر من باقي المجالات، ولاحظ أحد الباحثين تأثره بالثقافات الأجنبية أكثر من الثقافة العربية، حيث وجد الباحث أن استشهاداته بالكتب الأجنبية أكثر من استشهاداته بالكتب العرببة. لم يتقيد بهاء الدين بنمط واحد من المقدمات في كتابة مقالاته بل تنوعت عنده المقدمات وكذلك الخواتم، وفي كثير من الأحيان كان يبدأ مقالاته بدون مقدمة.

## الإرث
توجد جمعية أصدقاء أحمد بهاء الدين والتي تشرف عليها زوجته ديزي، والاقتصادي محمود عبد الفضيل. وتمنح الجمعية جوائز سنوية للباحثين الشبان. تعد الجمعية أكبر مجمع ثقافى يقام في قرية عربية، على مساحة 360 مترا. نال المجمع قبل افتتاحه عدة جوائز دولية في التصميم لهندسته الفريدة المنسجمة مع تراث الصعيد. يتيح المجمع فرصة لمشاهدة وممارسة وتعلم اللغات والكمبيوتر والفنون التشكيلية والمسرح والموسيقى والأدب والسينما والعرائس والغناء، فضلا عن قيامه بدور في محو الأمية وتعليم القرآن والعلوم الشرعية، ويحتوى المجمع مكتبة تضم أكثر من 5 آلاف كتاب، بالإضافة لأكبر مكتبة متخصصة بمصر للقضية الفلسطينية وتحوى 2500 كتاب.
تم إنشاء قصر ثقافة أحمد بهاء الدين ببلده الدوير بمركز صدفا بمحافظة اسيوط وذلك ليصبح قبلة للمثقفين والأدباء في صعيد مصر وتم افتتاحه يوم الخميس 16 / 12 / 2010 بحضور / محمد حسنين هيكل ومجموعة كبيرة من الأدباء والمثقفين وأصدقاء جمعية أحمد بهاء الدين.

## كتبه
لأحمد بهاء الدين 37 كتاباً منها:
- أيام لها تاريخ.[11]
- شرعية السلطة في العالم العربي.[12]
- الديمقراطية في مصر والوطن العربي والعالم[13]
- محاوراتي مع السادات[14]
- يوميات هذا الزمان، تقديم محمد حسنين هيكل، مركز الأهرام للترجمة والنشر، 1991.[15]
- المثقفون والسلطة في عالمنا العربي، تقديم محمد حسنين هيكل[16]
- إسرائيليات[17]
- إسرائيليات وما بعد العدوان، دار الهلال، 1969.[18]
- ابعاد في المواجهة العربية الإسرائيلية[19]
- أفكار معاصرة، دار الهلال، 1970.[20]
- اقتراح دولة فلسطين[21]
- الاستعمار الأمريكي، 1951.[22]
- الثورة الاشتراكية، المؤسسة المصرية العامة للتأليف والترجمة والطباعة والنشر، 1962.[23]
- أزمة اتفاقية الوحدة الثلاثية: فبراير ١٩٦٣-أغسطس ١٩٦٣، الدار القومية للطباعة والنشر، 1963.[24]
- اهتمامات عربية، 1993.[25]
- ثلاث سنوات، دار الطليعة للطباعة والنشر، بيروت، 1970.[26]
- شهر في روسيا، 1956.[27]
- الثورات الكبرى، روز اليوسف، 1955.[28]
- قوميتنا
- مؤامرة في أفريقيا، 1958.[29]
- مبادئ وأشخاص، دار الجمهورية.[30]
- هذه الدنيا، دار أخبار اليوم، 1997.[31]
- الوحدة العربية
- وتحطمت الأسطورة عند الظهر، دار الشروق، بيروت، 1974.[32]
- فاروق ملكاً، الهيئة المصرية العامة للكتاب، 1999.[33]
- رسائل نهرو لأنديرا (ترجمة)[34]
- عبد الناصر بين يدي التاريخ: مئتا صورة لم تنشر لعبد الناصر ومقالات (بالاشتراك مع آخرين)، شركة مطابع المختار للطباعة والنشر[35]
- تأثير الثروة النفطية على العلاقات السياسية العربية، دار المستقبل العربي، القاهرة، 1985.[36]
- دولة إسرائيل: خصائص التطور السياسي والاقتصادي، تأليف جالينا نيكيتينا (مقدمة)، دار الهلال، 1969.[37]

## كتب ودراسات عنه
- أحمد بهاء الدين: من حملة مشاعل التقدم العربي، جميل مطر، نبيل مصطفى، محمد حسنين هيكل، مركز دراسات الوحدة العربية 1994.[38]
- أحمد بهاء الدين: سيرة قومية، مصطفى عبد الغني، دار هلا، القاهرة، 1996[39]
- في صحبة أحمد بهاء الدين، مصطفى نبيل، دار الهلال، القاهرة، 2008.[9]

## وفاته
توفي في 24 أغسطس من عام 1996 إثر مرضه لسنوات الذي تسبب فيه رؤيته لحادثة غزو العراق للكويت حيث أدى انفعاله الشديد بحدوث نزيف في المخ أسقطه على فراش المرض ست سنوات كاملة.

## التكريم
- وسام الاستحقاق من الطبقة الأولى (1961).[40]